# Hugo Wolf
Hugo Philipp Jakob Wolf (Windischgrätz, Stiermarken, thans Slovenië), 13 maart 1860 – Wenen, 22 februari 1903) was een Oostenrijks componist.

## Biografie
Zijn vader begon hem met zijn vierde jaar al piano- en vioolles te geven. Geïnspireerd door Beethoven begon hij al op jonge leeftijd te componeren.
Hij studeerde van 1875 tot 1877 aan het Konservatorium der Gesellschaft der Musikfreunde in Wenen bij onder meer Robert Fuchs. Daar leerde hij zijn medestudent Gustav Mahler kennen en raakte met hem bevriend. De muziek van Wagner trok hem zeer aan; die van Brahms verafschuwde hij. Wolf was de eerste componist die Wagneriaanse invloeden integreerde in het Duitse lied. Hij is erin geslaagd zijn voorganger niet na te bootsen, maar een eigen persoonlijke taal te ontwikkelen. Hij componeerde tussen 1888 en 1891 in een recordtempo meer dan 200 liederen, die zijn betekenis als componist hebben bepaald.
Hij schreef ook toneelmuziek, koor- en orkestwerken en kamermuziek, maar vele daarvan werden niet voltooid. Zijn opera Der Corregidor ging in 1896 met succes in première in Mannheim, maar is in vergetelheid geraakt. Hoewel dit werk rijk is aan geestdrift en originaliteit, is het dramaturgisch minder sterk.
Wolf had een zwakke psychische gezondheid en kon weinig tegenslag verdragen. Perioden van koortsachtige creativiteit werden afgewisseld door zware depressies. Hij moest in 1898 opgenomen worden in de Weense Landesirrenanstalt alwaar hij uiteindelijk als geesteszieke stierf.

## Postuum
Vandaag wordt Wolf beschouwd als een van de belangrijkste exponenten van de Duits-Oostenrijkse muzikale laatromantiek.
Vooral de sopranen Elisabeth Schwarzkopf en Jo Vincent, bariton Dietrich Fischer-Dieskau en de pianisten Erik Werba en Gerald Moore hebben zich bijzonder ingezet voor Wolfs oeuvre.

## Werken (selectie)

### Liederen
- Liederstrauß (1878) op gedichten van Heinrich Heine
- Eichendorff-Lieder (1887-88)
- Mörike-Lieder (1888)
- Goethe-Lieder (1888-89)
- Spanisches Liederbuch (1889-90) op gedichten van Paul Heyse en Emanuel Geibel
- Italienisches Liederbuch (1890-96) op gedichten van Paul Heyse

### Koorwerken
- Sechs geistliche Lieder (1860-1903) op tekst van Joseph von Eichendorff
- Christnacht (1886-89) op tekst van August von Platen
- Elfenlied (1889-91) op tekst van August Wilhelm Schlegel
- Morgenhymnus (1897) op tekst van Robert Reinick
- Dem Vaterland (1898) op tekst van Robert Reinick

### Opera
- Der Corrigedor (1895) op een libretto van Rosa Mayreder
- Manuel Venegas (1897, onvoltooid)

### Toneelmuziek
- Das Fest auf Solhaug (1890-91) voor het toneelstuk van Henrik Ibsen

### Kamermuziek
- Strijkkwartet in d-mineur (1879-84)
- Italienische Serenade (1887), versie voor strijkkwartet

### Orkestmuziek
- Penthesilea (1883-85), symfonisch gedicht naar Heinrich von Kleist
- Italienische Serenade (1892), strijkorkestversie